# Friedensreich Hundertwasser

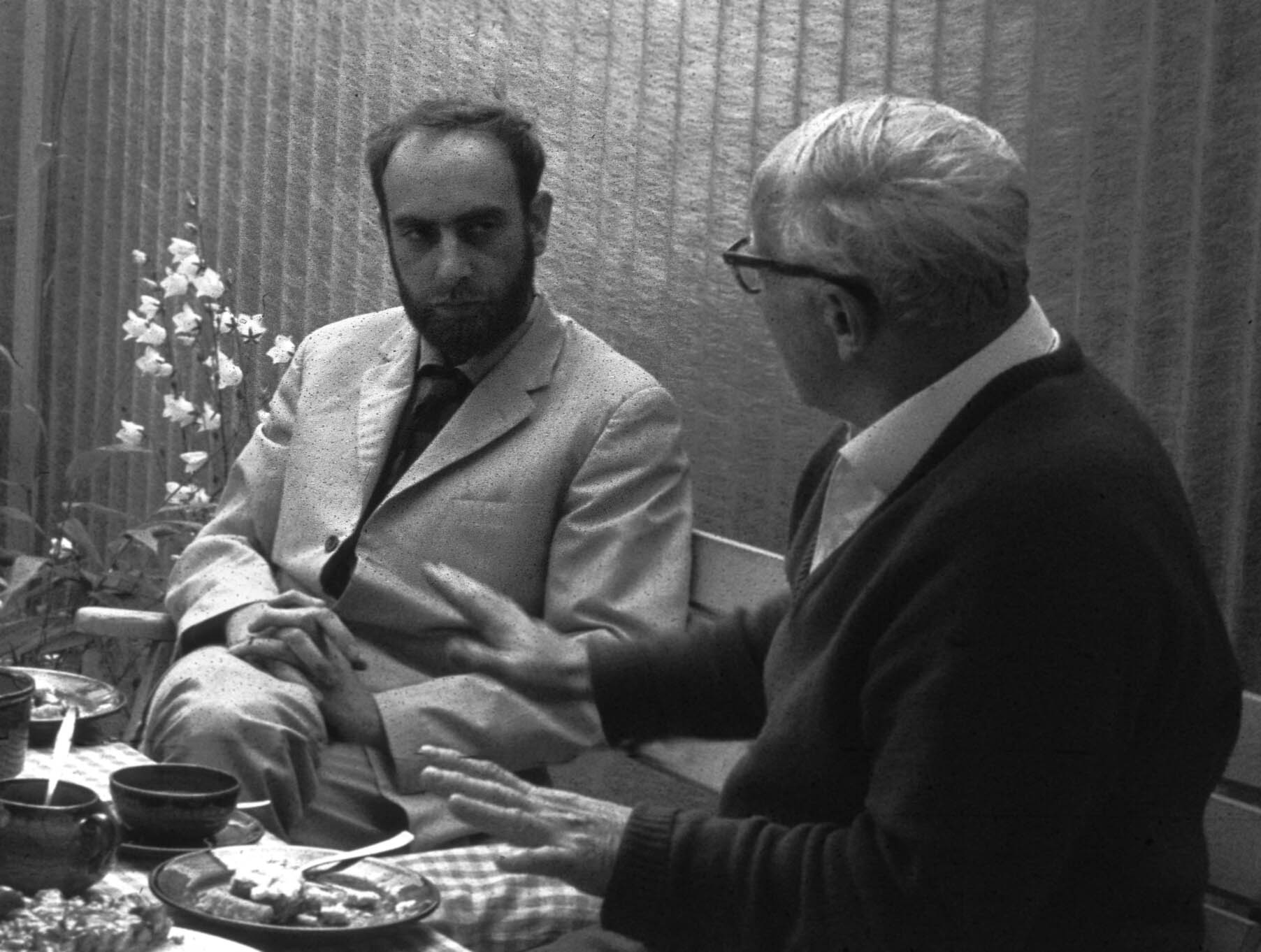
Hundertwasser (stânga) în 1965 la Hanovra

Friedensreich Hundertwasser (* 15 decembrie 1928, Viena - †19 februarie 2000, pe un vas în Oceanul Pacific, în apropiere de Noua Zeelandă) a fost un multitalentat artist austriac, pictor, grafician și arhitect, cu numele real Friedrich Stowasser (explicația schimbării numelui „Sto” în l.rusă înseamnă „o sută”, respectiv „Hundert” în limba germană). 
Tablourile sale bogat colorate se caracterizează prin forme naturale și linii curbe în spirală ("linia dreaptă nu corespunde naturii", Hundertwasser), inspirat de mișcarea artistică Secession din Viena. A dezvoltat un adevărat Stil Hundertwasser prin picturi, afișe, multiplicate în articole de masă sub formă de baticuri, umbrele și alte obiecte de uz comun, care i-au adus un renume internațional. Hundertwasser a proiectat și a contribuit la execuția multor clădiri, dintre care foarte cunoscute sunt Hundertwasserhaus ("Casa Hundertwasser") în Viena, Hundertwasser-Bahnhof ("Gara Hundertwasser") în Uelzen, Hundertwasserhaus ("Casa Hundertwasser") în Wittenberg.

## Cronologie
Friedensreich Hundertwasser a studiat la "Kunstakademie" din Viena între 1948-1949, după care întreprinde mai multe călătorii de studiu în Italia (1949), Paris (1950), Maroc și Tunis (1951). Începând cu anul 1967 devine foarte popular prin vânzarea de grafice, placate, afișe, în mare tiraj. În 1981 este numit profesor la Academia de Arte din Viena. În 1991 se deschide la Viena "Muzeul Hundertwasser".
A trăit mai mult în Noua Zeelandă și pe propriul său vas Regentag, cu care a navigat în special în Oceanul Pacific. În timpul unei călătorii pe nava Queen Elizabeth II, încetează din viață la 19 februarie 2000 în urma unui atac de cord.

## Selecție a clădirilor proiectate
- Hunderwasserhaus ("Casa Hundertwasser"), Viena (1983-1986)
- St. Barbara Kirche ("Biserica Sf. Barbara"), Bärnbach (1987-1988)
- KunstHaus ("Casa artistică"), Viena (1989-1991)
- Brunnenanlage ("Fântână publică"), Zwettl (1992-1999)
- Martin Luther Gymnasium ("Gimnaziul Martin Luther"), Wittenberg (1997-1999)
- Toaletă publică în Kawakawa/Noua Zeelandă (1999)
- Hundertwasser Umweltbahnhof ("Gara Ecologică Hundertwasser"), Uelzen (1999-2001)

## Alte articole
- Listă de artiști plastici și arhitecți austrieci